# Mekelle 70 Enderta FC
Mekelle 70 Enderta Football Club w skrócie Mekelle 70 Enderta FC (amh. መቐለ 70 እንደርታ) – etiopski klub piłkarski grający niegdyś w pierwszej lidze etiopskiej, mający siedzibę w mieście Mekelie.

## Sukcesy
- I liga[1]:
  - mistrzostwo (1): 2019.

## Występy w afrykańskich pucharach
| Sezon     | Rozgrywki     | Runda   | Kraj             | Klub               | Dom | Wyjazd | Dwumecz |
| --------- | ------------- | ------- | ---------------- | ------------------ | --- | ------ | ------- |
| 2019/2020 | Liga Mistrzów | wstępna | Gwinea Równikowa | Cano Sport Academy | 1–1 | 1–2    | 2–3     |
| 2019/2020 | Liga Mistrzów | wstępna | Libia            | Al-Ahly Benghazi   | –   | –      | –       |

## Stadion
Domowe mecze klub rozgrywa na stadionie o nazwie Tigray Stadium w Mekelie, który może pomieścić 35000 widzów.

## Reprezentanci kraju grający w klubie
Stan na kwiecień 2023.
| - Bereket Amare - Ephrem Ashamo - Tesfaye Bekele - Michael Desta - Biadgelegn Elias - Amanuel Gebremichael - Thok James - Gatoch Panom - Samuel Saliso | - Hayder Sherefa - Siyoum Tesfaye - Amos Acheampong - Michael Akuffu - Fuseini Nuhu - Diosdado Mbele - Felipe Ovono - Sunday Rotimi |